# Келс (Ирска)
Келс (енгл. Kells, ир. Ceanannas) је значајан град у Републици Ирској, у источном делу државе. Град је у саставу округа округа Мид и представља највеће насеље у северном делу округа.

## Природни услови
Град Келс се налази у источном делу ирског острва и Републике Ирске и припада покрајини Ленстер. Град је удаљен 65 километара северозападно од Даблина. 
Келс је смештен у равничарском подручју источне Ирске. Надморска висина средишњег дела града је 65 метара.
Клима: Клима у Келсу је умерено континентална са изразитим утицајем Атлантика и Голфске струје. Стога град одликује блага и веома променљива клима.

## Историја
Подручје Келса било насељено већ у време праисторије. „Златно доба” Келса је током раног средњег века, када је овде постојао важан ранохришћански манастир. дати манастир је постојао до 12. века.
Од 16. до 18. века Келс је био граница између енглеске власти на истоку и полуслободних ирских племена на западу.
Келс је од 1921. године у саставу Републике Ирске. Опоравак града започео је тек последњих деценија, када је град поново забележио нагли развој и раст.

## Становништво
Према последњим проценама из 2011. године. Келс је имао нешто преко 6 хиљада становника. Последњих година број становника у граду се повећава.

## Збирка слика
- Трговачка улица у Келсу
- Кружни торањ у Келсу
- Стари Хедфордски мост